# ニンリル
ニンリル（シュメール語：𒀭𒊩𒌆𒆤、翻字：DNIN.LÍL、広野の女王または風の女王）とはシュメール神話における女神で、エンリルの配偶神である。別名をスド (Sud)、アッシリアではムリッス (Mulliltu) と呼ばれる。
彼女の親子関係に関してはさまざまな記述がある。ごく一般的には収蔵の神ハイアと、大麦の女神ヌンバルシェグヌ（ヌンシェバルグヌ）あるいはニサバの娘とされる。別のアッカド語文献によると、アヌ（アン）神とアントゥ女神（シュメールではキ）の娘である。さらに別の文献では、アヌとナンムの娘としている。セオフィラス・G・ピンチェスは「ニンニルすなわちベーレト・イリは、ニントゥ、ニンフルサグ、ニンマフなど7つの異名を持つ」と記している。

## 神話のなかのニンリル
ニンリルは家族とともにディルムンで暮らしていた。夫となるエンリルに暴行を受けたニンリルは、水を注がれて後に月神となる男児ナンナ（シン）を身ごもった。罰としてエンリルはエレシュキガルの冥界の王国へ追放され、ニンリルもその後を追った。エンリルは「門番」に扮して彼女を妊娠させ、死の神となる息子ネルガルを生ませた。同様にエンリルは「冥界の川『人喰い河』の男」に扮し、ニンリルに冥界神ニンアズを生ませた。最後にエンリルは「船頭」に扮し、第4子である河と運河の神エンビルルを生ませた。これらすべての所業は、シン（ナンナ）を昇天させる身替わりを作るためだった。文書によってはニンリルは、鎚鉾シャルウルを振るって鬼神アサグを退治した英雄神ニヌルタの母ともされる。
ニンリルは死後にエンリルと同じ風神となった。『アダパ』の物語で触れられている「南風の女神」は彼女と思われるが、これは夫エンリルが冬の北風と結び付けられるのと同様である。ニンリルは「風の女王」としてアッカドの悪魔リリートゥと関連づけられ、ヘブライのリリス伝説の原型となったと考えられている。

## スドがエンリルの妻ニンリルの名を得たとき
宿の内、杉の森のごとく香る花の寝床で、エンリルはその妻を愛し、大いなる喜びを与える。エンリルの位にふさわしき高座に妻を据え、人々に祈りを捧げさせる。宣明の力強き王は、婦人アルル、いとしき人の運命をも決め、「出産の女王」「膝を広げる御方」ニントゥルの名を授ける。
（……）
誇り高き女よ、山よりも高く！ そなたの望みは常にかなう……今よりスドよ、エンリルは王にしてニンリルは女王ぞ。名もなき女神は、これより広く知らるる名を帯びる……。